# Krevní tlak

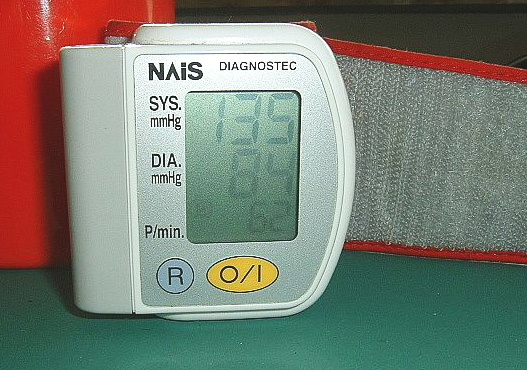
Digitální tlakoměr

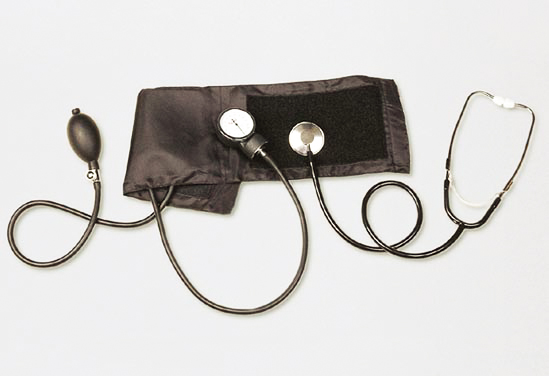
Měření pomocí fonendoskopu

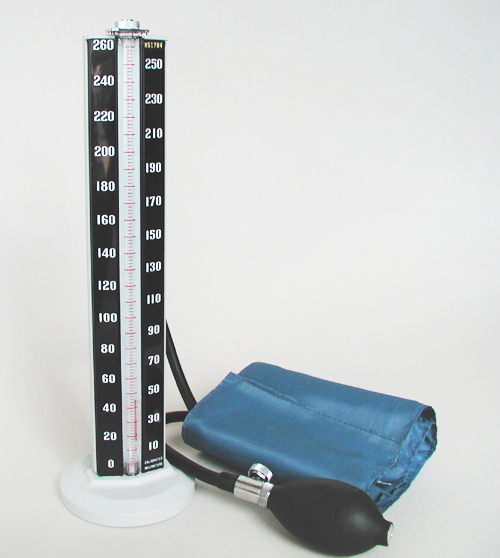
Rtuťový tonometr

Krevní tlak je tlak, kterým působí krev na stěnu cévy, kterou protéká. Je vytvářen působením srdce jako krevní pumpy a souvisí se stavbou a funkcemi krevního oběhu. Tento tlak je různý v různých částech krevního řečiště. Běžně se tlakem krve míní arteriální (tepenný) krevní tlak, tedy tlak krve ve velkých tepnách. Tlak se zvláště ve velkých cévách mění také v závislosti na čase – nejvyšších hodnot dosahuje ve vypuzovací fázi srdeční akce (systolický tlak), nejnižších ve fázi plnění srdečních komor (diastolický tlak).

## Měření tlaku
Krevní tlak se zapisuje jako dvě čísla, oddělená lomítkem. První hodnota je systolický tlak, druhá diastolický. Je vyjadřován v torrech (milimetrech rtuťového sloupce).
Běžné měření krevního tlaku se provádí za pomoci rtuťového tonometru a fonendoskopu. Manžeta manometru se upevní nejčastěji na paži nad loktem a naplní se vzduchem, jehož tlak ukazuje stupnice manometru. Tím dojde k zaškrcení pažní tepny. Vzduch z manžety se pomalu upouští a ve chvíli, kdy se tlak vzduchu vyrovná systolickému tlaku krve v pažní tepně, začne do končetiny opět proudit krev. Zvukové fenomény tvořené proudící krví je možné registrovat fonendoskopem přiloženým v loketní jamce nad průběhem pažní tepny. Jedná se o turbulentní (vířivé) proudění krve, tzv. Korotkovovy fenomény. Systolický tlak krve se odečte ve chvíli prvního zaslechnutého zvukového fenoménu (rytmické klapání frekvencí odpovídající srdeční akci) na stupnici manometru. Diastolický tlak krve se za dalšího snižování tlaku v manžetě odečítá ve chvíli vymizení zvukových fenomenů, kdy proudění krve přechází v laminární.
Měření krevního tlaku je možné i invazivními metodami. Je přesnější, ale pacienta více zatěžuje nutností umístit čidlo přímo do krevního oběhu. Používá se například na zjištění tlaku v plicním oběhu, nebo při nutnosti opakovaného měření. To není možné provádět neinvazivní metodou z důvodu deformační paměti tepen a s tím související změnou tlaku v nich.

## Hypertenze bílého pláště
U některých osob (podle některých údajů až u třetiny v ordinaci naměřených hypertenzí) dochází při měření tlaku u lékaře ke zvýšení krevního tlaku, takže naměřené hodnoty jsou vyšší než skutečné. Jedná se o projev tzv. syndrom bílého pláště (anglicky označovaný jako white coat hypertension, WCH), k němuž dochází u pacientů, kteří pociťují měření u lékaře jako určitý stresor. K vyloučení tohoto fenoménu by se měl vyšší naměřený tlak měřit opakovaně (alespoň při třech návštěvách) nebo nejlépe doma, např. 24hodinové monitorování tlaku Holterovým monitorem.

## Vysoký a nízký krevní tlak
- Vysoký krevní tlak (arteriální hypertenze) nastává tehdy, pokud arteriální tlak opakovaně dosahuje hodnot nad 140/90 mm Hg. Při dlouhodobém vysokém tlaku jsou ohroženy cévy, srdce a další orgány a tento stav je třeba léčit.
- Nízký krevní tlak (arteriální hypotenze) nastává tehdy, pokud jsou hodnoty arteriálního tlaku krve dlouhodobě pod 100/65 mm Hg. Nízký krevní tlak má za následek snížení prokrvení tkání a orgánů lidského těla. Průvodním jevem nízkého tlaku jsou závratě, pocení, pocit chladu.

## Hodnoty krevního tlaku
| Charakteristika      | Systolický tlak | Diastolický tlak |
| -------------------- | --------------- | ---------------- |
| Vysoký krevní tlak   | > 140 mm Hg     | > 90 mm Hg       |
| Normální krevní tlak | 90-120 mm Hg    | 60-90 mm Hg      |
| Nízký krevní tlak    | < 90 mm Hg      | < 60 mm Hg       |

Nicméně je třeba dodat, že na velikost krevního tlaku působí mnoho vlivů: věk, aktuální mentální a fyzické rozpoložení, okolní teplota a jiné. Například u starších lidí je vysoký systolický a nízký diastolický tlak normální z důvodu opotřebení a menší pružnosti krevního řečiště. Obecně je nebezpečnější vysoký spodní tlak, protože se jedná o nejnižší tlak v krevním řečišti, tedy tlak, který jej namáhá neustále.
Americká kardiologická asociace považuje od roku 2017 vysoký krevní tlak nad 130 mm Hg respektive nad 80 mm Hg.